# Тукичи, Давид
Давид Тукичи (алб. David Tukiçi, род. в 1956 году, в г. Шкодер, Албания) — албанский певец и композитор. Также имеет итальянское гражданство.
В 13 лет в 1969 году принял участие на Festivali i Këngës. С 1982 по 1992 года он был директором симфонической музыки на RTSH.
Далее он учился в École normale de musique — Alfred Cortot de Paris с Михелем Мерле и Домиником Руитсом. Он автор многих симфонических композиций, как инструментальных, так и вокальных. Многие его пьесы были записаны. Примечательными из них являются Horcynus Orca, двойной концерт для флейты, виолончели и строк оркестра, написанная в 2001 году Politeama Siracusa и рекордный в 2003 году, под его руководством, при симфоническом оркестре из Калабрии, характерных солистов Сони Форменти и Францеско Мариоцци.
Давид Тукичи — сын Ибрагима Тукичи и брат Генца Тукичи. В 2017 году Генц и Давид Тукичи приняли участие в Festivali i Këngës 56 с песней «Të pandarë» (Неотделимый). Им не удалось пройти в финал.